# Lamberto Gardelli

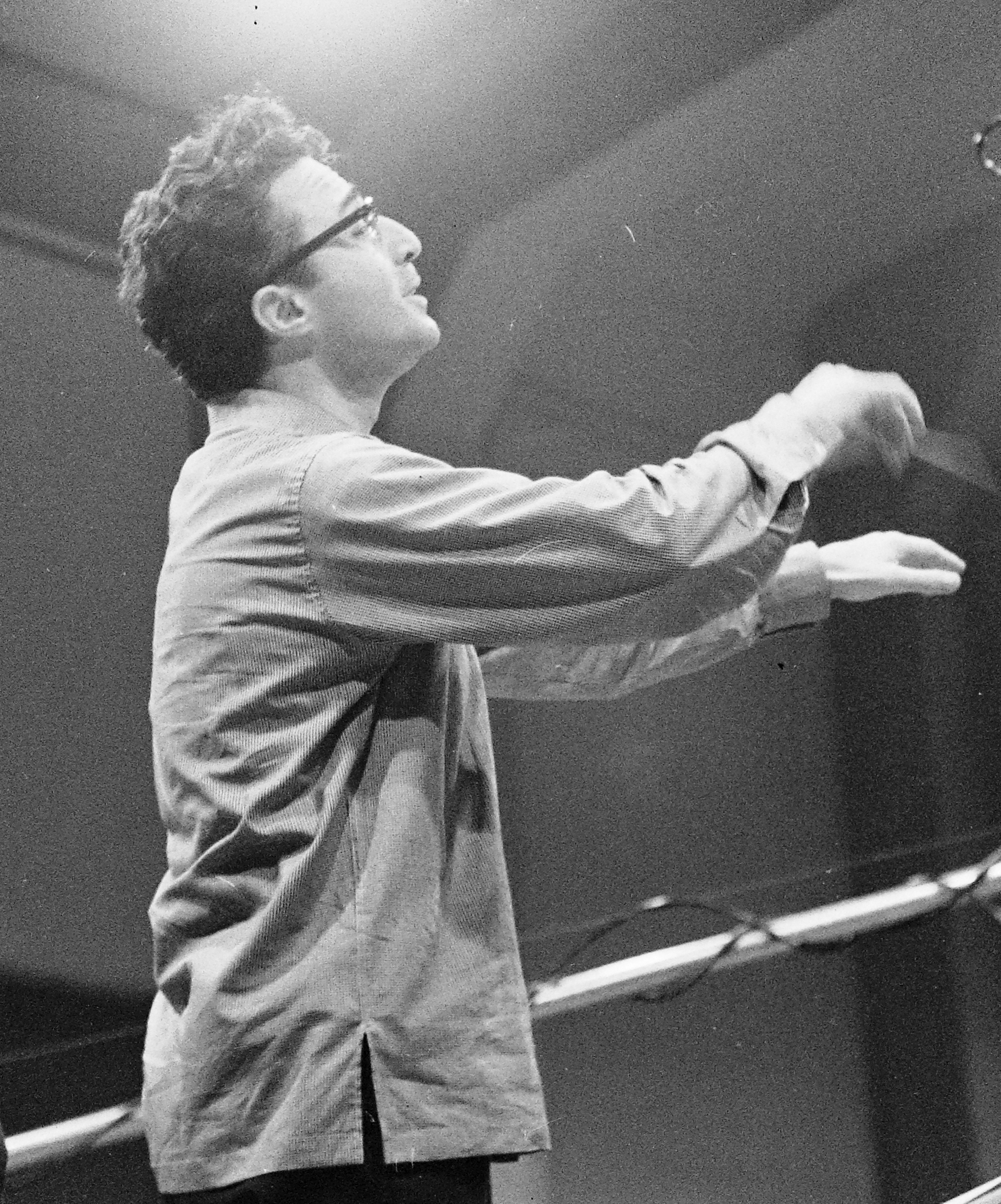
Lamberto Gardelli (1962)

Lamberto Gardelli (* 8. November 1915 in Venedig; † 17. Juli 1998 in München) war ein italienischer Dirigent.

## Leben
Gardelli studierte bei Amilcare Zanella und Adriano Ariani. Anschließend wechselte er an die Accademia Nazionale di Santa Cecilia nach Rom, wo er u. a. bei Goffredo Petrassi und Alessandro Bustini seine Studien abschloss.
Lamberto Gardelli begann seine Tätigkeit als Assistent von Tullio Serafin und dirigierte in dieser Zeit verschiedene italienische Orchester. Als Operndirigent debütierte er 1944 in Rom mit Verdis La traviata. Von 1946 bis 1955 war er an der Stockholmer Oper als ständiger Dirigent beschäftigt.
Daraufhin leitete er von 1955 bis 1961 das Dänische Radio-Sinfonieorchester, anschließend bis 1965 die Budapester Oper. Nach Jahren mit wechselnden Tätigkeiten leitete er von 1978 bis 1984 die Oper Bern und von 1982 bis 1985 das Münchner Rundfunkorchester. Anschließend hat er ein zweites Mal von 1986 bis 1989 die Leitung des Symphonieorchesters des Dänischen Rundfunks übernommen. 
Lamberto Gardelli war auch an der Met und beim Glyndebourne Festival insbesondere in den 1960er Jahren ein gern gesehener Gastdirigent. Legendär sind seine vielen Opernaufnahmen auf Schallplatte, wobei er insbesondere für weniger bekannte Werke der italienischen Opernliteratur engagiert wurde.
Seltener war er als Konzertdirigent tätig, wobei immerhin ein so bekanntes Werk wie Gottfried von Einems 4. Sinfonie von ihm uraufgeführt wurde. Seine eigenen Opern und Orchesterwerke erlangten dagegen keine bleibende Bedeutung für das Repertoire.